# Ернст Енно
Ернст Енно (ест. Ernst Enno; *27 травня (8 червня) 1875, Валґута — †7 березня 1934, Хаапсалу) — естонський поет та письменник.

## Біографія
Ернст Енно народився в готелі Кєедса, у сім'ї кучера маєтку Валґута Прітса Енно. Своє дитинство Ернст Енно провів на фермі Соосааре поблизу Ринґу. У віці восьми років він почав відвідувати приходську школу в Лапетукме, а потім престижну гімназію імені Гуґо Треффнера та старшу школу в Тарту. Ернст Енно вівчав адміністрування підприємництва з 1896 до 1904 року в Ризькому політехнічному інституті. Упродовж періоду перебування в Ризі він працював журналістом. Після закінчення навчання Ернст Енно короткий час працював генеральним радником кредитної спілки у Валзі та в торговій компанії в Пярну. У 1902 та 1904 роках він працював видавцем газети «Postimees» у Тарту, а з 1923 по 1925 рік — видавцем естонського часопису для дітей «Laste Rõõm», та інших журналів. Згодом, з 1920 до 1934 року, працював офіцером-наставником у Ляенемаа. У 1909 році Ернст Енно одружився з художницею Елфріде Ольга Саул (померла у вигнані у Великій Британії в 1974 році).

## Творчість
Творчість Ернста Енно була просякнута впливом буддизму та західного містицизму. Також у творчості Ернст Енно спостерігалося сильне тяжіння до символізму. Дитинство, проведене в сільській місцевості, історії, які розповідали його набожна матір та сліпа бабуся, мали формуючий вплив на його літературний доробок. Дім, дорога та туга є наскрізними елементами його поезії.

## Видані твори
- Uued luuletused (збірка поем, 1909)
- Hallid laulud (збірка поем, 1910)
- Minu sõbrad (1910)
- Kadunud kodu (1920)
- Valge öö (збірка поем, 1920)
- Valitud värsid (антологія, 1937)
- Üks rohutirts läks kõndima (книга для дітей, 1957)
- Väike luuleraamat (поезія, 1964)
- Rändaja õhtulaul (1998)
- Laps ja tuul (2000)